# Platyarthrus briani
Platyarthrus briani är en kräftdjursart som beskrevs av Karl Wilhelm Verhoeff1931. Platyarthrus briani ingår i släktet Platyarthrus och familjen myrbogråsuggor. Utöver nominatformen finns också underarten P. b. inquilinus.